# Валалики
Валаліки (словац. Valaliky) — село в окрузі Кошиці-околиця Кошицького краю Словаччини. Площа села 8,63 км². Станом на 31 грудня 2016 року в селі проживало 4367 жителів.

## Історія
Перші згадки про село датуються 1961 роком.

## Населення
| Рік:            | 1994. | 2004.   | 2014.   | 2024.   |
| --------------- | ----- | ------- | ------- | ------- |
| Кількість осіб: | 3563  | 3913    | 4264    | 4549    |
| Різниця:        |       | +9,82 % | +8,97 % | +6,68 % |

| Рік:            | 2023. | 2024.   |
| --------------- | ----- | ------- |
| Кількість осіб: | 4520  | 4549    |
| Різниця:        |       | +0,64 % |